# Apiocera australis
Apiocera australis är en tvåvingeart som beskrevs av Paramonov 1953. Apiocera australis ingår i släktet Apiocera och familjen Apioceridae. Inga underarter finns listade i Catalogue of Life.